# Кримська обласна рада депутатів трудящих ІІ скликання
Кримська обласна рада депутатів трудящих другого скликання — представничий орган Кримської області у 1951 —1953 роках.
Нижче наведено список депутатів Кримської обласної ради 2-го скликання, обраних 17 грудня 1950 року по загальних округах. Всього до Кримської обласної ради 2-го скликання було обрано 96 депутатів по відкритих округах. Депутатів, обраних по закритих округах, преса не публікувала.
| Прізвище, ім'я, по-батькові      | Місто чи район           | Виборчий округ | Посада                                                                                       | Примітки                  |
| -------------------------------- | ------------------------ | -------------- | -------------------------------------------------------------------------------------------- | ------------------------- |
| Авлахова Ганна Гуріївна          | Ялта                     | № 83           | лікар                                                                                        |                           |
| Афанасьєв Андрій Іванович        | Феодосія                 | № 75           | начальник відділу                                                                            |                           |
| Баришніков Василь Ілліч          | Сакський район           | № 37           | бригадир                                                                                     |                           |
| Бахтін Георгій Федорович         | Білогірський район       | № 4            | голова Білогірського райвиконкому                                                            |                           |
| Березовиченко Надія Онисимівна   | Красноперекопський район | № 21           | заступник голови Кримського облвиконкому                                                     |                           |
| Бертников Микола Васильович      | Куйбишевський район      | № 25           | голова Куйбишевського райвиконкому                                                           |                           |
| Борисов Кирило Ілліч             | Севастополь              | № 85           | 1-й секретар Севастопольського міськкому ВКП(б)                                              |                           |
| Боровков Яків Дмитрович          | Керч                     | № 72           | бригадир                                                                                     |                           |
| Бринцева Марія Олександрівна     | Судацький район          | № 40           | ланкова радгоспу «Коктебель»                                                                 |                           |
| Буденська Марія Іванівна         | Старокримський район     | № 41           | ланкова                                                                                      |                           |
| Гаршенін Сергій Петрович         | Приморський район        | № 32           | директор машинно-тракторної станції                                                          |                           |
| Герасимова Марія Олексіївна      | Ялта                     | № 80           | лікар санаторію № 6 ВЦРПС міста Ялти                                                         |                           |
| Гладін Василь Олександрович      | Октябрський район        | № 30           | голова Октябрського райвиконкому                                                             |                           |
| Глазков Георгій Абрамович        | Нижньогірський район     | № 27           | голова Нижньогірського райвиконкому                                                          |                           |
| Гончаренко Віктор Якович         | Севастополь              | № 92           | начальник Кримського обласного управління зв’язку                                            |                           |
| Гострий Олександр Васильович     | Джанкойський район       | № 12           | машиніст паровозного депо станції Джанкой                                                    |                           |
| Дмитрієва Раїса Степанівна       | Сакський район           | № 35           | лікар                                                                                        |                           |
| Донець Зіновій Іванович          | Кіровський район         | № 19           | голова Кіровського райвиконкому                                                              |                           |
| Євдокимов Петро Іванович         | Ялта                     | № 82           | голова Ялтинського міськвиконкому                                                            |                           |
| Євсєєв Дмитро Павлович           | Євпаторія                | № 63           | завідувач Кримського обласного фінансового відділу                                           |                           |
| Єременко Георгій Степанович      | Ялта                     | № 79           | головний лікар                                                                               |                           |
| Жидкоблінова Олександра Павлівна | Красногвардійський район | № 24           | старший агроном-бавовняр                                                                     |                           |
| Зінічева Катерина Федорівна      | Сімферопольський район   | № 46           | ланкова                                                                                      |                           |
| Захаров Аркадій Дмитрович        | Керч                     | № 73           | технічний керівник                                                                           |                           |
| Іванісов Василь Васильович       | Балаклавський район      | № 11           | голова Балаклавського райвиконкому                                                           |                           |
| Карпенко Федір Семенович         | Зуйський район           | № 18           | головний ветеринарний лікар                                                                  |                           |
| Кизяєв Іван Ілліч                | Севастополь              | № 90           | відповідальний редактор газети «Красный Крым»                                                |                           |
| Кисляк Андрій Васильович         | Севастополь              | № 89           | 1-й секретар Кримського обкому ВЛКСМ                                                         |                           |
| Кобильченко Микола Трохимович    | Севастополь              | № 87           | мідник                                                                                       |                           |
| Колбасова Любов Іллівна          | Джанкойський район       | № 14           | колгоспниця                                                                                  |                           |
| Колесников Венедикт Андрійович   | Сімферополь              | № 61           | професор, завідувач кафедри плодівництва Кримського сільськогосподарського інституту         |                           |
| Колтуненко Володимир Іванович    | Совєтський район         | № 38           | начальник Кримського обласного управління бавовництва                                        |                           |
| Кондаков Петро Павлович          | Севастополь              | № 88           | начальник Управління МДБ по Кримській області                                                |                           |
| Константинова Ася Михайлівна     | Сімферополь              | № 57           | закрійниця                                                                                   |                           |
| Коротков Степан Васильович       | Роздольненський район    | № 34           | голова Роздольненського райвиконкому                                                         |                           |
| Костаков Володимир Микитович     | Сімферополь              | № 50           | 1-й секретар Сімферопольського міськкому КПРС                                                |                           |
| Крапухіна Емілія Петрівна        | Євпаторія                | № 64           | старший зоотехнік                                                                            |                           |
| Кузьмінов Петро Якович           | Севастополь              | № 94           | тесля                                                                                        |                           |
| Кузнєцова Ольга Семенівна        | Бахчисарайський район    | № 7            | вчителька                                                                                    |                           |
| Кураков Іван Григорович          | Алуштинський район       | № 2            | заступник голови Кримського облвиконкому                                                     |                           |
| Кургін Семен Васильович          | Сімферополь              | № 59           | начальник Кримського обласного управління водного господарства                               |                           |
| Куценко Меланія Іванівна         | Сімферополь              | № 56           | пакувальниця                                                                                 |                           |
| Лопатін Георгій Іванович         | Сімферопольський район   | № 44           | завідувач відділу партійних, профспілкових і комсомольських органів Кримського обкому ВКП(б) |                           |
| Лялін Павло Миколайович          | Нижньогірський район     | № 28           | 1-й заступник голови Кримського облвиконкому                                                 |                           |
| Мавринський Микола Степанович    | Сакський район           | № 36           | голова Сакського райвиконкому                                                                |                           |
| Майоров Михайло Павлович         | Сімферополь              | № 54           | начальник обласного управління міліції МВС по Кримській області                              |                           |
| Макаренко Наталія Артемівна      | Сімферополь              | № 58           | лікар                                                                                        |                           |
| Макаріна Наталія Петрівна        | Севастополь              | № 96           | лаборант                                                                                     |                           |
| Максименко Матвій Михайлович     | Бахчисарайський район    | № 8            | завідувач Кримського обласного відділу культпросвітроботи                                    |                           |
| Максимов Іван Якович             | Євпаторія                | № 62           | 1-й секретар Євпаторійського міськкому ВКП(б)                                                |                           |
| Мамін Олександр Михайлович       | Керч                     | № 68           | голова Кримської обласної планової комісії                                                   |                           |
| Манойлов Іван Степанович         | Сімферополь              | № 55           | голова Кримської облпромради                                                                 |                           |
| Мезенцев Леонід Гаврилович       | Керч                     | № 67           | секретар Кримського обкому ВКП(б)                                                            |                           |
| Могоровський Євген Георгійович   | Джанкойський район       | № 13           | голова Джанкойського райвиконкому                                                            |                           |
| Муковнін Степан Андрійович       | Азовський район          | № 1            | 1-й секретар Азовського райкому ВКП(б)                                                       |                           |
| Нікерін Костянтин Данилович      | Севастополь              | № 86           | голова Кримської обласної ради профспілок                                                    |                           |
| Ніколаєв Михайло Миколайович     | Старокримський район     | № 42           | голова Старокримського райвиконкому                                                          |                           |
| Оленчиков Петро Петрович         | Керч                     | № 71           | заступник голови Кримського облвиконкому                                                     |                           |
| Опалихін Іларіон Іванович        | Первомайський район      | № 31           | 1-й секретар Первомайського райкому ВКП(б)                                                   |                           |
| Орел Георгій Степанович          | Сімферополь              | № 52           | токар                                                                                        |                           |
| Панченко Григорій Васильович     | Керч                     | № 70           | ливарник                                                                                     |                           |
| Парельський Микола Іванович      | Ленінський район         | № 26           | 1-й секретар Ленінського райкому ВКП(б)                                                      |                           |
| Пащенко Михайло Трохимович       | Джанкойський район       | № 16           | начальник Кримського обласного управління сільського господарства                            |                           |
| Полянський Дмитро Степанович     | Сімферопольський район   | № 43           | 2-й секретар Кримського обкому ВКП(б)                                                        |                           |
| Попов Маркіан Михайлович         | Сімферополь              | № 49           | командувач військ Таврійського військового округу                                            |                           |
| Поповкін Євген Юхимович          | Ялта                     | № 81           | письменник                                                                                   |                           |
| Постовалов Сергій Осипович       | Сімферополь              | № 48           | голова Кримського облвиконкому                                                               |                           |
| Рожнова Пелагія Іванівна         | Ялта                     | № 78           | бригадир                                                                                     |                           |
| Ромашкіна Катерина Андріївна     | Сімферопольський район   | № 45           | колгоспниця                                                                                  |                           |
| Русинов Михайло Васильович       | Керч                     | № 66           | 1-й секретар Керченського міськкому ВКП(б)                                                   |                           |
| Силіна Лідія Михайлівна          | Балаклавський район      | № 10           | вчителька                                                                                    |                           |
| Ситник Ольга Олексіївна          | Євпаторійський район     | № 17           | ланкова колгоспу                                                                             |                           |
| Соколов Дмитро Якович            | Євпаторія                | № 65           | секретар Кримського обкому ВКП(б)                                                            |                           |
| Соколова Клавдія Сидорівна       | Феодосія                 | № 77           | теплотехнік                                                                                  |                           |
| Сосницький Сергій Васильович     | Севастополь              | № 95           | голова Севастопольського міськвиконкому                                                      |                           |
| Степанець Петро Іванович         | Бахчисарайський район    | № 6            | голова Бахчисарайського райвиконкому                                                         |                           |
| Степанов Микола Іванович         | Феодосія                 | № 76           | завідувач Кримського обласного відділу комунального господарства                             |                           |
| Стукаліна Наталія Михайлівна     | Алуштинський район       | № 3            | бригадир                                                                                     |                           |
| Титов Павло Іванович             | Сімферополь              | № 60           | 1-й секретар Кримського обкому ВКП(б)                                                        |                           |
| Третякова Валентина Іванівна     | Красноперекопський район | № 22           | головний агроном                                                                             |                           |
| Урусов Микола Михайлович         | Чорноморський район      | № 47           | голова Чорноморського райвиконкому                                                           |                           |
| Федорова Віра Іллівна            | Севастополь              | № 93           | бригадир                                                                                     |                           |
| Франгоні Андрій Георгійович      | Бахчисарайський район    | № 9            | голова колгоспу                                                                              |                           |
| Фруслов Петро Захарович          | Джанкойський район       | № 15           | 1-й секретар Джанкойського райкому ВКП(б)                                                    |                           |
| Хламов Микола Миколайович        | Севастополь              | № 84           | прокурор Кримської області                                                                   |                           |
| Ціон Ксенія Іванівна             | Керч                     | № 69           | робітниця                                                                                    |                           |
| Чепурнов Микита Федорович        | Красногвардійський район | № 23           | голова Красногвардійського райвиконкому                                                      |                           |
| Черков Володимир Васильович      | Севастополь              | № 91           | секретар Кримського обкому ВКП(б)                                                            | помер 22 серпня 1952 року |
| Чернявська Любов Іванівна        | Совєтський район         | № 39           | колгоспниця                                                                                  |                           |
| Чорний Іван Никифорович          | Новоселівський район     | № 29           | бригадир                                                                                     |                           |
| Чуб Михайло Ілліч                | Приморський район        | № 33           | заступник голови Кримського облвиконкому                                                     |                           |
| Чугайнова Олександра Павлівна    | Сімферополь              | № 51           | вчителька                                                                                    |                           |
| Чумичкіна Надія Іванівна         | Кіровський район         | № 20           | колгоспниця                                                                                  |                           |
| Чупихін Михайло Пилипович        | Білогірський район       | № 5            | голова колгоспу                                                                              |                           |
| Шалін Євген Миколайович          | Феодосія                 | № 74           | завідувач Кримського обласного відділу народної освіти                                       |                           |
| Шаповалов Микола Михайлович      | Сімферополь              | № 53           | голова Сімферопольського міськвиконкому                                                      |                           |

5 січня 1951 року відбулася 1-а сесія Кримської обласної ради депутатів трудящих 2-го скликання. Головою виконкому обраний Постовалов Сергій Осипович; першим заступником голови виконкому — Лялін Павло Миколайович;  заступниками голови виконкому — Березовиченко Надія Онисимівна, Кураков Іван Григорович, Оленчиков Петро Петрович, Чуб Михайло Ілліч; секретарем облвиконкому — Мавринський Микола Степанович.
Головами комісій Кримської обласної Ради депутатів трудящих обрані: бюджетно-фінансової — Глазков Георгій Абрамович, промислово-транспортної — Мамін Олександр Михайлович, сільськогосподарської — Фруслов Петро Захарович, народної освіти — Поповкін Євген Юхимович, культурно-просвітницької роботи —  Нікерін Костянтин Данилович, торгівлі і кооперації — Євсєєв Дмитро Павлович, житлово-комунального господарства— Шаповалов Микола Михайлович, дорожнього будівництва— Урусов Микола Михайлович, сільського і колгоспного будівництва — Бахтін Георгій Федорович, охорони здоров'я — Євдокимов Петро Іванович. 
Сесія затвердила обласний виконавчий комітет у складі: голова планової комісії — Мамін Олександр Михайлович, завідувач відділу народної освіти — Шалін Євген Миколайович, завідувач відділу охорони здоров'я — Єременко Георгій Степанович, завідувач фінансового відділу — Євсєєв Дмитро Павлович,  завідувач відділу торгівлі — Мітрошин П.Т., завідувач відділу соціального забезпечення — Яранцев Андрій Степанович, завідувач відділу комунального господарства — Степанов Микола Іванович, завідувач відділу місцевої промисловості — Дідук Федір Потапович, завідувач відділу культпросвітроботи — Максименко Матвій Михайлович, завідувач відділу у справах мистецтв — Степанов О.О., завідувач дорожнього відділу— Філіппов Василь Іванович, завідувач організаційно-інструкторського відділу — Кисельов Є.Д., завідувач загального відділу — Грачов С.М., завідувач сектора кадрів — Медведєв А.А., начальник переселенського відділу — Воронін М.Є.,  начальник управління промкооперації— Шаповалов Микола Михайлович,  начальник управління сільського господарства — Пащенко Михайло Трохимович, начальник управління бавовництва — Колтуненко Володимир Іванович, начальник управління водного господарства — Кургін Семен Васильович, начальник управління лісового господарства — Андроновський Олександр Ілліч, начальник управління харчової промисловості — Воронін В.А., начальник управління легкої промисловості — Висоцький О.І., начальник управління промисловості будівельних товарів — Тінгаєв М.Я.,  начальник управління місцевої паливної промисловості — Брянов Василь Володимирович, начальник управління сільського і колгоспного будівництва— Погорелько М.І., начальник управління у справах архітектури — Чернишов В.М., начальник управління поліграфії і видавництв — Павлов Ф.А., начальник управління кінофікації — Кожухов П.П., начальник управління у справах полювання — Колесник Т.Ф., голова комітету радіоінформації — Ульянова О.М., голова комітету з фізкультури і спорту — Суханов Зіновій Васильович.